# Мурманская государственная областная универсальная научная библиотека
Мурманская областная универсальная научная библиотека - крупнейший региональный информационно-культурный центр, предоставляющий населению доступ к отечественным и мировым информационным ресурсам, сохраняющий и развивающий традиционную книжную культуру. Учредитель — Комитет по культуре и искусству Мурманской области. Директор библиотеки — заслуженный работник культуры РФ Светлана Зосимовна Баскакова.
Основа Библиотеки — её информационные ресурсы. Универсальный фонд Библиотеки насчитывает свыше 1 млн изданий в печатном, аудиовизуальном, электронном виде. Коллекция изданий о Мурманской области в фондах Библиотеки, в том числе на саамском языке, — ценнейшее достояние населения Кольского края.
Библиотека гордится фондом редких книг, в котором есть издания XVII, XVIII, XIX и начала XX века. Среди них книги Пушкина, Толстого, Некрасова, Тургенева, изданные при жизни авторов, около тысячи книг на иностранных языках. Самая редкая книга в фонде «Указы Государя Императора Петра Великого Самодержца Всероссийскаго», изданная в Санкт-Петербурге в 1739 году. Есть издания, выпущенные выдающимися издателями XIX века: М. О. Вольфом, А. Ф. Марксом, А. Ф. Девриеном, И. Д. Сытиным, А. Ф. Смирдиным. Сохранились бесценные номера уникального литературно-художественного журнала «Отечественные записки».
Библиотека активно развивает международное сотрудничество в рамках Баренцева Евро-Арктического региона, проводит международные, всероссийские, региональные научно-практические конференции, круглые столы, семинары. Читатели активно занимаются в клубах, любительских объединениях, участвуют в литературных и музыкальных вечерах, презентациях книг и выставок. Для них работают: Клуб краеведов, Мурманское родословное общество, Мурманское Рериховское общество, Клуб эсперантистов. На протяжении всей своей истории Библиотека вносит большой вклад в развитие экономики и индустрии области, в духовное, нравственное, патриотическое воспитание молодежи. В этом заслуга всего высокопрофессионального коллектива Библиотеки, которым в разные годы руководили А. В. Тресков, В. Н. Попова, Н. П. Никитина, М. В. Шувалова, А. И. Власова, Л. А. Максимова, Е. В. Синева.
Деятельность Библиотеки неоднократно была отмечена высокими наградами, в том числе дипломами победителей Всероссийских конкурсов в номинациях: «Библиотека года», «Лучшая деловая библиотека России», «За высокие достижения в области экологического просвещения», «За высокие результаты работы в области правовой информатизации»; дипломом Всероссийского конкурса «Продвижение книги и чтения средствами визуальной культуры», неоднократно становилась Лауреатом регионального конкурса «Лучшие товары и услуги Мурманской области», Дипломантом и Лауреатом Всероссийского конкурса программы «100 лучших товаров России».
Библиотека награждена Почетным знаком «За активную работу по патриотическому воспитанию граждан Российской Федерации», Почетной грамотой Министерства культуры РФ, Почетными грамотами Губернатора Мурманской области и Мурманской областной Думы, Дипломом Российского Комитета программы ЮНЕСКО «Информация для всех» за большой вклад в продвижение и развитие Программы ЮНЕСКО «Информация для всех», Общественной премией в области культуры «Теплый Север».
22 мая 1990 года в сквере перед зданием Мурманской государственной Областной универсальной научной библиотеки в Мурманске прошло торжественное и красочное открытие памятника славянским просветителям Кириллу и Мефодию болгарского скульптора Владимира Гиновски.
8 февраля 2018 года, в День российской науки, в библиотеке запустили маятник Фуко.

## Отдел информационного обслуживания
В структуру отдела входят:
```
— Зал электронных ресурсов
```

```
— Интернет-зал
```

```
— Учебный класс
```

```
— 
Региональный центр Президентской библиотеки
```

Услуги отдела
```
— Доступ к 
электронным каталогам и базам данных
 Библиотеки и 
полнотекстовым базам данных
;
```

```
— Удаленный доступ к электронным книгам и учебникам;
```

— Консультации по работе с электронными информационными ресурсами Библиотеки;
```
— Предоставление компьютера для самостоятельной работы или работы с консультантом с ресурсами Интернет; ресурсами Библиотеки; с офисными
```

приложениями (Word, Excel, Power Point);
```
— Распечатка информации, сохранение на электронный носитель, сканирование;
```

```
— 
Тематический подбор материалов по заявкам, составление и редактирование библиографических списков;
```

```
— Курсы компьютерной грамотности для лиц пожилого возраста;
```

```
— 
Online услуги Библиотеки.
```

## Отдел библиотечного обслуживания
В структуру отдела входят:
— Зал художественной литературы
— Зал отраслевой литературы и периодических изданий
— Читальный зал
— Зал литературы по искусству
Услуги отдела:
— Выдача изданий на дом или работа с изданиями в читальных залах;
 — Организации различных просветительских и культурно-досуговых мероприятий: литературно-музыкальных вечеров, презентаций книг, встреч
с интересными людьми, Дней знаний, Дней информации, книжных и художественных выставок и многое другое;
— Проведение внестационарных мероприятий.

## Отдел краеведения
Главная функция библиотеки как регионального центра — сбор информации о крае, в том числе и на саамском языке. Краеведческая коллекция — самая ценная и уникальная часть фонда библиотеки. Это книги, журналы, газеты и другие материалы, относящиеся к истории Кольского полуострова и изданные на территории края. Специалисты отдела составляют и публикуют краеведческие библиографические пособия. Среди них био-библиографии «Учёные земли Кольской», «Исследователи Кольского полуострова», «Краеведы земли Кольской», «Писатели земли Кольской», календарь дат и событий «Из истории Мурмана», ежегодник «Обязательный экземпляр Мурманской области» и другие.
Специалисты отдела организуют встречи читателей с местными писателями, поэтами, историками. На базе отдела с 1972 г. работает Клуб краеведов. В разделе «Краеведение» на сайте библиотеки представлено много полезной информации о Кольском крае.

## Отдел электронной библиотеки
Направления деятельности отдела:
— Перевод краеведческих и местных печатных изданий в электронную форму;
— Формирование краеведческих библиографических и полнотекстовых баз данных: Сводный электронный краеведческий каталог «Мурманская область», Электронный краеведческий каталог «Саамская библиография», "Полнотекстовая база данных «Мурманская область»;
— Создание и наполнение цифрового ресурса "Электронная библиотека «Кольский Север», в который входят коллекции изданий:
«Исследования Мурмана»;
«Освоение Кольского Севера»;
«Русский Север»;
«Святыни Кольского Севера»;
«Сохраняя память о войне»;
«История освоения Арктики»;
«Кола — древний город края»;
«Поморы»;
«Мурманску посвящается»;
«Мурман революционный»; 
«Мурман — край российский»; 
«Авторы Мурмана»;
«Детская коллекция»;
«Природа и экология»;
«69 чудес Кольского Севера»;
«Авторефераты и диссертации»;
«Краеведческие сборники»;
«Библиография»;
«Из фонда редких книг»